# 대천서중학교
대천서중학교(大川西中學校)는 대한민국 충청남도 보령시 신흑동에 있는 공립 중학교이다.

## 학교 연혁
- 1948년 7월 6일 : 대천수산초급중학교 인가
- 1974년 1월 5일 : 대천서중학교 병설 인가(1974.06.03. 개교)
- 1983년 11월 23일 : 15학급 증설 인가
- 2014년 3월 1일 : 학년별 1학급 전학년 3학급 인가
- 2024년 9월 1일 : 제21대 편수범 교장 부임
- 2025년 1월 9일 : 제49회 졸업(19명, 졸업 총원 4,931명)
- 2025년 3월 4일 : 제52회 입학(12명)

## 참고 자료
- 대천서중학교 - 한국교육학술정보원 학교알리미